# グランスパかの苑
グランスパかの苑（ぐぱんぱすかのえん）は、富山県高岡市上渡16-2ある温泉（日帰り入浴施設）である。社会福祉法人立野福祉会により運営されている。2019年4月29日にオープンした。

## 温泉諸元
源泉名は上渡字大割にある『香野苑温泉』であり、2種類の源泉を使用している。いずれの源泉も循環掛け流しにて使用している。
第1源泉
- 泉質 - 単純温泉[2]（弱アルカリ性単純泉[4]）
- 源泉温度 - 摂氏27.8度[2]（施設内の湯温は摂氏40.5度[3]）
- 揚水量 - 動力揚水により毎分200.0リットル[2]
- 源泉の深さ - 500m[2]
- pH - 8.2[2]
- 溶存物質 - 554.7mg/kg[2]
- 効能 - 一般的適応症、神経痛、自律神経不安定症、不眠症、うつ状態、疲労回復[3]

第2源泉
- 泉質 - ナトリウム塩化物泉[2]（ナトリウム塩化物強塩泉[4]）
- 源泉温度 - 摂氏35.9度[2]（施設内の湯温は摂氏41度[3]）
- 揚水量 - 動力揚水により毎分205.0リットル[2]
- 源泉の深さ - 1,200m[2]
- pH - 7.6[2]
- 溶存物質 - 2080mg/kg[2]
- 効能 - 一般的適応症、きりきず、未梢循環障害、冷え症、うつ状態、皮膚乾燥症、腰痛、関節症など[3]

第1源泉は、社会福祉法人立野福祉会にも供給されている。

## 概要
内湯には2種類の温泉別に仕切られた浴槽がある。全天候型の露天風呂も完備されている（こちらはナトリウム塩化物泉）。食堂やコインランドリー、ジムも併設されている。
併設の高齢者住宅『シニアレジデンス かの苑』の入居者は無料で入浴出来る。
駐車場は120台分完備されており、大型トラックやキャンピングカーも停めることが出来る。